# Oleg Leonidowitsch Ljalin
Oleg Leonidowitsch Ljalin (russisch Оле́г Леони́дович Ля́лин; * 1903 in St. Petersburg; † 12. Juni 1974 in Leningrad) war ein sowjetischer Architekt.

## Leben

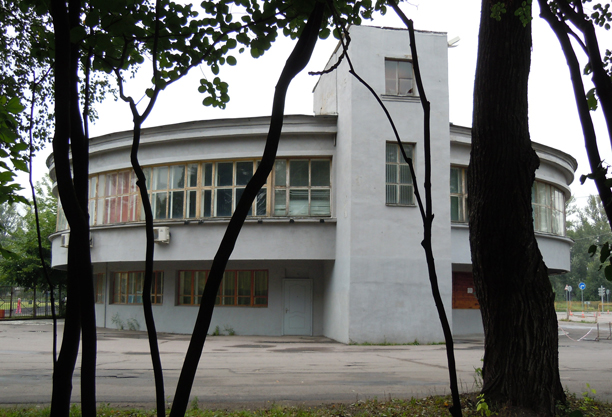
Dynamo-Stadion

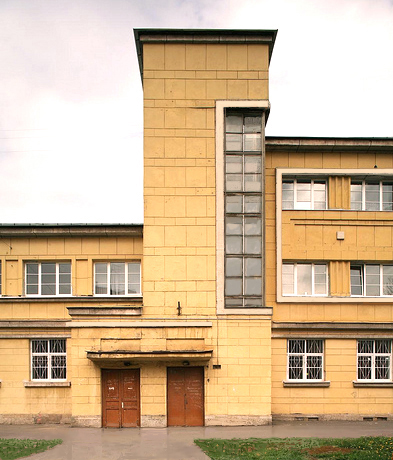
Moskowsko-Narwski-Vorsorgezentrum

Oleg Ljalin, Sohn des Professors der Leningrader Polytechnischen Hochschule Leonid Michailowitsch Ljalin und seiner Frau Nadeschda Porfirjewna, studierte an der Leningrader Künstlerisch-Technischen Hochschule (Nachfolgerin der Russischen Kunstakademie) Architektur bei L. W. Rudnew. Zu Ljalins Lehrmeistern gehörten die Akademiemitglieder L. N. Benois, I. A. Fomin und W. A. Schtschuko sowie die Professoren Ernests Štālbergs und W. G. Helfreich. 1926 erhielt er das Architektendiplom.
1925–1934 baute Ljalin zusammen mit J. O. Swirski mit Beteiligung Georgi Schtschukos das Leningrader Dynamo-Stadion. 1928–1930 baute er zusammen mit L. W. Rudnew, J. O. Swirski und I. I. Fomin das Moskowsko-Narwski-Vorsorgezentrum im Stil des Leningrader Konstruktivismus und mit L. W. Rudnew, J. O. Swirski und E. A. Lewinson das Newski-Vorsorgezentrum.
Weitere Beispiele der Tätigkeit Ljalins sind die Warmwalzhalle der Leningrader Fabrik Roter Nagelschmied (1927 zusammen mit I. I. Fomin), das Äußere der Brücke der Gleichheit in Leningrad, ein Umspannwerk in Leningrad (1929), die Ausstellungshalle für elektrische Haushaltsgeräte des Elektrotok-Konzerns, Kaufhaus und Kantine des Sjasstroi-Papier-Kombinats (1930), das Allunionsinstitut für Experimentelle Medizin (1932 zusammen mit L. W. Rudnew) und die rekonstruierte Fassade des Leningrader Gostiny Dwor (1944–1947),
Daneben schuf Ljalin neue Schriften für die Druckindustrie und 1930 das Logo der Samoilowa-Kuchenfabrik.
An der Muchina-Kunstgewerbe-Akademie (der früheren und jetzigen Stieglitz-Kunstgewerbe-Akademie) gab Ljalin ständig einen Kurs für Komposition. Einer seiner Schüler war W. S. Lukjanow, Schöpfer des Obelisken „Heldenstadt Leningrad“.